# اچرپی
اچرپی (به انگلیسی: Ucharpi) یک روستا در هند است که در Mehsana district واقع شده‌است.

## خصوصیات
اچرپی ۱۰ کیلومترمربع مساحت و ۲٬۰۰۰ نفر جمعیت دارد و ۸۵ متر بالاتر از سطح دریا واقع شده‌است.